# Juglone 3-monoossigenasi
La juglone 3-monoossigenasi è un enzima appartenente alla classe delle ossidoreduttasi, che catalizza la seguente reazione:
5-idrossi-1,4-naftochinone + AH2 + O2 ⇄ 3,5-diidrossi-1,4-naftochinone + A + H2O
Agisce anche sul 1,4-naftochinone, sulla naftazarina e sul 2-cloro-1,4-naftochinone, ma non su altri composti correlati.